# イゴール・レヴィット

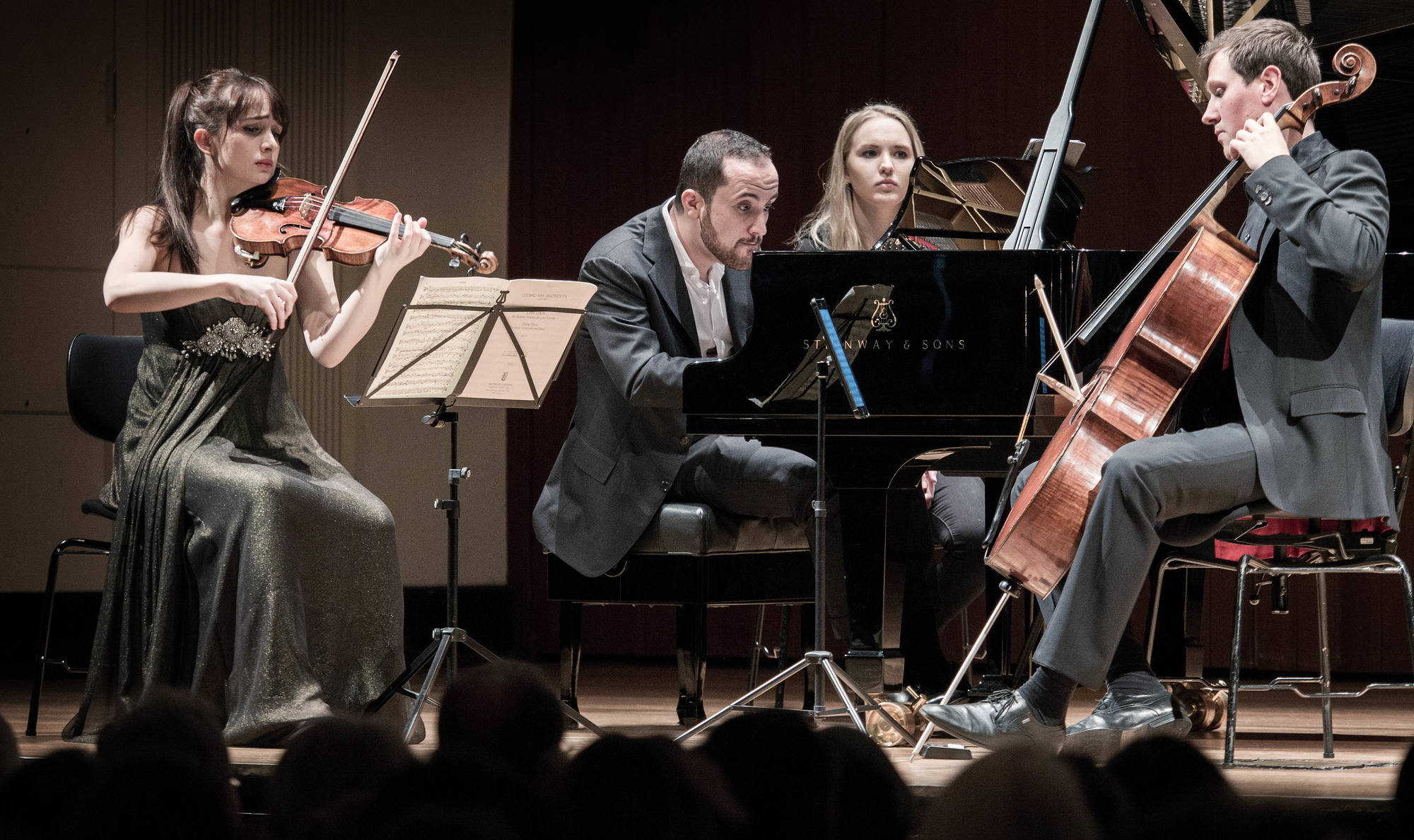
ハイデルベルク春の音楽祭でクリスティーナ・ブラベッツらと共演するイゴール・レヴィット（2017年8月）

イゴール・レヴィット（ドイツ語: Igor Levit、ロシア語: Игоря Левита、1987年3月10日 - ）は、ロシア出身のピアニスト、人権活動家。ユダヤ系ロシア人。

## 略歴
- 1987年 - ソビエト連邦のニジニ・ノヴゴロドに生まれる[1]。
- 1995年 - ドイツのハノーファーに移住[2]。
- 2000年 - ハノーファー音楽大学に入学。カール=ハインツ・ケマーリング（英語版）、マッティ・ラエカッリオ（英語版）、ベルント・ゲツケ（ドイツ語版）、ラヨシュ・ロヴァトカイ（ドイツ語版）に師事[3]。
- 2004年 - マリア・カラス国際グランプリで第2位[3]。
- 2004年 - 第9回浜松国際ピアノアカデミーで優勝[4]。
- 2005年 - 第11回ルービンシュタイン国際ピアノコンクールで第2位[5][注 1]。
- 2009年 - ハノーファー音楽大学ピアノ科を修了[6]。
- 2010年 - ハノーファー音楽大学史上最高得点でディプロマを取得[7]。
- 2012年 - ソニー・クラシカルと契約[6]。
- 2019年 - ハノーファー音楽大学のピアノ教授に就任[8]。
- 2022年 - 「ハイデルベルクの春」音楽祭の芸術監督に任命される[9]。

## 人物

### 音楽家として
1987年3月10日、ソビエト連邦のニジニ・ノヴゴロドに生まれる。オペラ歌手でありゲンリフ・ネイガウスの孫娘である母のイェレナ・レヴィットに習い、3歳の頃からピアノを始める。4歳のときにベートーヴェンのエコセーズでデビューし、6歳でニジニ・ノヴゴロド・フィルハーモニック・オーケストラとヘンデルのヘ長調ピアノ協奏曲を共演しコンサートデビューした。
8歳の1995年12月、22万人以上いるユダヤ人難民の一員として人道的な理由で入国を認められ、家族とドイツのハノーファーに移住する。
12歳のときから1年間、ザルツブルク・モーツァルテウム大学にてハンス・ライグラフに師事し、13歳からハノーファー音楽大学に新設されたIFF（音楽英才教育研究所：Institut zur Frühförderung musikalisch Hochbegabter）で勉強を始めた。レヴィットの音楽活動に大きな影響を与えたのは、ハノーファー音楽大学の名誉教授であるラヨシュ・ロヴァトカイだった。ドイツ国立学術財団の支援を受け、23歳で同大学を修了した。2019年10月1日より、レヴィットは同大学のピアノ教授を務めている。
2020年のベートーヴェン生誕250周年に際してピアノソナタ全集をリリースし、グラミー賞にノミネートされた。
2020年3月の新型コロナウイルス禍によるロックダウン下では、Periscopeを通じて52回の「ハウスコンサート」を行った。配信はベルリンの自宅マンションからの生中継で行われた。4月3日には、ドイツ連邦大統領フランク＝ヴァルター・シュタインマイアーに招待され官邸で演奏し、大統領の公式Instagramアカウント上からライブ配信を行った。5月30日から31日にかけては、エリック・サティのヴェクサシオンを15時間にわたってライブ配信した。また、この演奏の際に使用した840枚の楽譜を販売して84000ユーロを集め、パンデミック中の音楽家を支援するために、ドイツのオーケストラ財団へ全額寄付した。9月11日、このハウスコンサートの際に演奏した曲をもとにCD「エンカウンター」をリリースした。
2020年12月8日のノーベル賞授賞式コンサートでは、ロイヤル・ストックホルム・フィルハーモニー管弦楽団と共演し、ソリストを務めた。
2021年8月にはウィーン・フィルハーモニー管弦楽団のサマーナイト・コンサートでソリストを務めた。

### 政治的な発言
レヴィットは、同盟90/緑の党の党員でもある。右派が台頭してきたドイツにユダヤ人として移民した経験もあり、自身のTwitterでは反ユダヤ主義への反対を熱心に訴えている。
2014年にエコー賞をクラシック部門で受賞したが、その後の2018年に同賞ポップス部門で受賞したグループの楽曲に反ユダヤ主義や女性蔑視的な歌詞が含まれていることに対しての抗議から、同年4月16日に賞を返還した。
2015年には、ドイツのための選択肢（AfD）に所属する政治家がテレビ出演した際に、ドイツへの亡命者によるレイプ疑惑を告発したことについて、Twitter上でその党員を「うんざりするような卑劣な人間」と評し人間性を否定したが、後に厳しい批判を受けた。
2019年11月には、反ユダヤ主義者からの殺害予告を受け、警察が動く騒動が起きた。これを受けて、ターゲスシュピーゲルにゲスト記事として「Habe ich Angst? Ja, aber nicht um mich」を寄稿した。これを機に、ヴォルフガング・ショイブレドイツ連邦議会議長は「ドイツの反ユダヤ主義に歯止めをかけよう」と全国民に呼びかけた。この際、同盟90/緑の党党首のロベルト・ハーベックもレヴィットの貢献に敬意を示した。
2020年10月、レヴィットをはじめとする音楽家たちは、ポツダム州議会前で、ドイツのための選択肢（AfD）に対して「Flügel gegen Flügel」というスローガンのもと、音楽による抗議活動を行った。

## レパートリー
主にベートーヴェンやバッハ、シューベルト、ドビュッシー、ラヴェルの楽曲を演奏している。また、ショパンを最も優れた作曲家として尊敬しているが、レヴィットは「ショパンの演奏は自分より他のほうが優れている」といい、公演でショパンを演奏することはない。
また、長年親しかったジェフスキーも多く弾いており、実際にいくつかの楽曲はレヴィットへ献呈されている。ジェフスキーやカーデューの政治的な楽曲はレヴィットに大きな影響を与えた。

## 評価
2010年5月、フランクフルター・アルゲマイネ・ツァイトゥングの音楽評論家であるエレオノーレ・ビューニングが、「今世紀の偉大なピアニストの一人」であると評した。少し後には、ヴィルヘルム・シンコヴィッツが「あらゆる技術的なトリックを華麗に解決するアーティスト」と評している。2011年10月、3satは45分のドキュメンタリー番組「Igor Levit – Mein Liszt」を放送し、フランツ・リストへのレヴィットの愛情を紹介した。2013年、カイ・リューズ＝カイザーは、レヴィットの才能が実際にどうであるかは、10年経たねば分からないと話した。
2020年10月16日、音楽評論家のヘルムート・マウロは、南ドイツ新聞で、レヴィットがTwitterでの活動以外に連邦功労十字章に見合った功績を残していないと批判した上で、レヴィットよりもロシアのピアニストであるダニール・トリフォノフのほうが優れていると評した。この記事は反ユダヤ主義的であるとして読者からの批判が多く寄せられ、これを受けて10月20日、南ドイツ新聞の編集長であるヴォルフガング・クラハはレヴィットへの謝罪文を発表した。また、この記事に対して多くの音楽評論家が反応した。10月19日、マニュエル・ブルーグは「レヴィットの音楽的な能力が疑われているという事実は馬鹿げている」と評し、南ドイツ新聞を痛烈に批判した。ヴィルヘルム・シンコヴィッツは、レヴィットをめぐる論争について、音楽評論を悩ませている「無力感のすべて」を反映していると評した。10月21日には、ジャーナリストのカロリン・エムケが、マウロの記事と同じ南ドイツ新聞にて、マウロの文章は反ユダヤ的な言葉や表現に満ちているとして鋭く批判した。

## 受賞
- 2018年 - ギルモア・アーティスト賞（英語版）[6]
- 2019年 - 第5回国際ベートーヴェン賞[7]
- 2020年 - ドイツ連邦共和国功労勲章[39]
- 2020年 - グラモフォン賞（英語版）年間アーティスト部門[40]

## ディスコグラフィー

### アルバム
| 年     | タイトル                                             | レーベル           | チャート最高順位 | チャート最高順位 | チャート最高順位 | 受賞                                                                                   |
| 年     | タイトル                                             | レーベル           | DE               | AT               | CH               | 受賞                                                                                   |
| ------ | ---------------------------------------------------- | ------------------ | ---------------- | ---------------- | ---------------- | -------------------------------------------------------------------------------------- |
| 2007年 | ベートーヴェン：ピアノ協奏曲第1番、第2番             | ナクソス           | -                | -                | -                |                                                                                        |
| 2013年 | ベートーヴェン：後期ピアノ・ソナタ集                 | ソニー・クラシカル | 46               | -                | -                | ロイヤル・フィルハーモニック協会ヤング・アーティスト賞 BBCミュージック・マガジン新人賞 |
| 2014年 | J.S.バッハ：パルティータ（全曲）                     | ソニー・クラシカル | 80               | -                | -                |                                                                                        |
| 2015年 | 変奏曲の世界（バッハ、ベートーヴェン、ジェフスキー） | ソニー・クラシカル | 68               | -                | -                | グラモフォン賞年間レコーディング部門 グラモフォン賞器楽部門                            |
| 2016年 | ベートーヴェン：ディアベリ変奏曲                     | ソニー・クラシカル | -                | -                | -                | グラモフォン賞年間レコーディング部門 グラモフォン賞器楽部門                            |
| 2016年 | J.S.バッハ：ゴールドベルグ変奏曲                     | ソニー・クラシカル | -                | -                | -                | グラモフォン賞年間レコーディング部門 グラモフォン賞器楽部門                            |
| 2016年 | ジェフスキー：「不屈の民」変奏曲                     | ソニー・クラシカル | -                | -                | -                | グラモフォン賞年間レコーディング部門 グラモフォン賞器楽部門                            |
| 2018年 | ライフ                                               | ソニー・クラシカル | 79               | -                | 95               |                                                                                        |
| 2019年 | ベートーヴェン：ピアノソナタ全集                     | ソニー・クラシカル | 24               | -                | 64               | グラモフォン賞器楽部門                                                                 |
| 2020年 | エンカウンター～邂逅                                 | ソニー・クラシカル | 13               | 74               | 21               |                                                                                        |
| 2021年 | シェーンブルン夏の夜のコンサート 2021                | ソニー・クラシカル | -                | 8                | -                |                                                                                        |
| 2021年 | オン・DSCH                                           | ソニー・クラシカル | 16               | 35               | 30               |                                                                                        |

### シングル
| 年     | タイトル                             | レーベル           |
| ------ | ------------------------------------ | ------------------ |
| 2015年 | ベートーヴェン：エリーゼのために     | ソニー・クラシカル |
| 2020年 | ベートーヴェン（リスト編）：歓喜の歌 | ソニー・クラシカル |

## 著書
- 『Hauskonzert』（2021年4月12日、カール・ハンザー（英語版）、ISBN 978-3-446-26960-6）[43]